# Jakub Kraska
Jakub Kraska (né le 1er avril 2000) est un nageur polonais, spécialiste de la nage libre.